# Самсонова, Тамара Митрофановна
Тама́ра Митрофа́новна Самсо́нова (род. 25 апреля 1947, Ужур, Красноярский край, РСФСР, СССР) — российская преступница, жительница Санкт-Петербурга, получившая известность после ареста в июле 2015 года по подозрению в совершении двух убийств с особой жестокостью. В средствах массовой информации получила прозвища «Старушка-потрошительница», «Тамара-потрошительница» и «Баба-яга». Страдает шизофренией; три раза была госпитализирована в психиатрические больницы.

## Биография

### Жизнь до убийств
Родилась 25 апреля 1947 года в городе Ужур (ныне — административный центр Ужурского района Красноярского края).
После окончания средней школы приехала в Москву и поступила в Московский государственный лингвистический университет. После окончания учёбы она переехала в Санкт-Петербург, где вышла замуж за Алексея Самсонова. Детей не было. В 1971 году вместе с мужем поселилась в недавно построенном панельном доме № 4 на улице Димитрова.
Некоторое время работала в системе «Интуриста», в частности, в гостинице «Европейская». Всего к выходу на пенсию сменила восемь мест работы, на каждом проработав не более двух-трёх лет. Трудовой стаж Самсоновой на момент выхода на пенсию составил 16 лет.
В 2000 году муж Самсоновой пропал. Существует версия, что она убила его, а от тела избавилась. Она обращалась в милицию, но поиски ничего не дали. Спустя 15 лет, в апреле 2015 года, она вторично обратилась в органы внутренних дел — в следственный отдел по Фрунзенскому району Главного следственного управления Следственного комитета России по Санкт-Петербургу с заявлением об исчезновении супруга.

### Убийства
После исчезновения мужа Самсонова начала сдавать комнату в своей квартире в аренду приезжим. 6 сентября 2003 года во время внезапно возникшей ссоры она убила своего квартиранта — 44-летнего жителя города Норильска, после чего расчленила его труп и вынесла на улицу.
В марте 2015 года Самсонова познакомилась с 79-летней Валентиной Николаевной Улановой, проживавшей на той же улице Димитрова в доме № 10, корпус 4. Знакомая Тамары попросила Уланову на время приютить у себя пенсионерку, сославшись на то, что у Самсоновой в квартире идёт ремонт, и та согласилась. Самсонова прожила в квартире Улановой несколько месяцев, помогая ей по хозяйству. Ей понравилась квартира, и она захотела пожить в ней подольше, поэтому не собиралась съезжать. Из-за этого со временем их отношения испортились, Валентина устала от квартирантки и попросила её съехать.
После очередного конфликта Самсонова решила избавиться от Улановой. Она поехала в Пушкин, где в аптеке с помощью обмана и дорогого подарка убедила фармацевта продать ей выписываемый строго по рецепту психотропный препарат феназепам. Вернувшись в город, она купила в супермаркете салат оливье, который любила Валентина. Положив в салат все растолчённые таблетки, находящиеся в пачке, она угостила им Уланову, которая получила смертельное отравление от запредельной дозы препарата.
Труп Улановой Тамара обнаружила лежащим на полу кухни в третьем часу ночи 23 июля 2015 года, после чего начала его расчленять с помощью двух ножей и пилы. Сначала она отпилила голову жертвы, затем распилила тело пополам и уже после этого ножами разделала его на куски. Чтобы вынести мешки с частями тела из квартиры, ей потребовалось семь раз выйти на улицу. Части тела Самсонова разбросала неподалёку от дома.

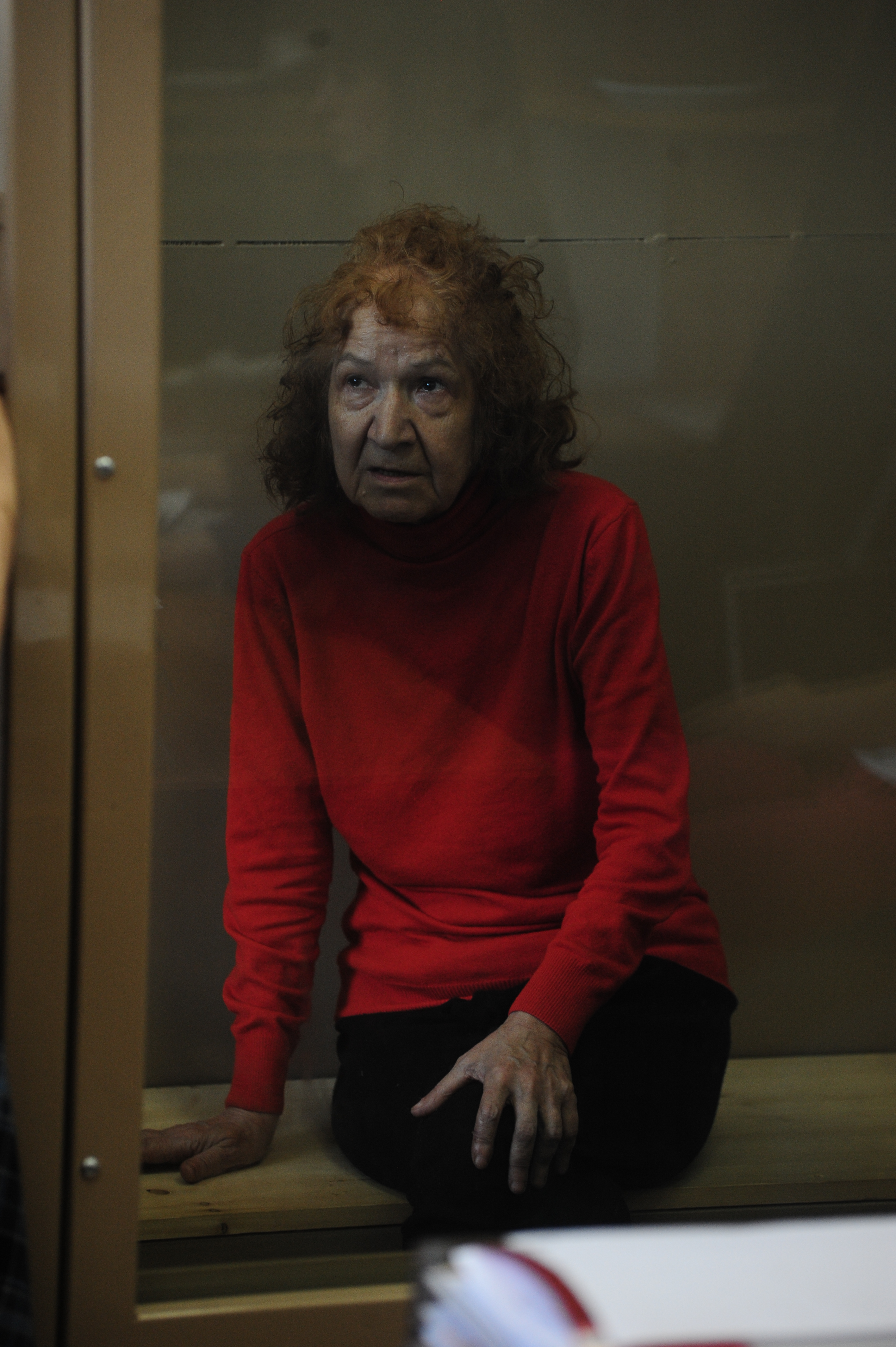
Самсонова в суде

Вечером 26 июля обезглавленное тело Улановой с отрубленными конечностями, завёрнутое в штору для ванной, было обнаружено у расположенного рядом с домом № 10 Купчинского пруда. Свёрток несколько дней не привлекал внимания, пока местная жительница не поинтересовалась его содержимым.

### Арест, следствие и суд
Личность погибшей была установлена 27 июля после опроса жильцов дома. Дверь квартиры Улановой сотрудникам полиции открыла Самсонова. Войдя внутрь, полицейские обнаружили в ванной комнате следы крови, а также крепление от сорванной шторки. Пенсионерка была задержана и арестована.
В отношении Самсоновой было возбуждено уголовное дело по подозрению в совершении преступлений, предусмотренных частью 1 статьи 105 Уголовного кодекса РФ («убийство»).
29 июля 2015 года Самсонова была доставлена во Фрунзенский районный суд Санкт-Петербурга. Суд вынес постановление о заключении её под стражу.
Самсоновой была назначена судебно-психиатрическая экспертиза, 26 ноября 2015 года стали известны её результаты. Экспертиза установила, что пенсионерка представляет опасность для себя и окружающих, была признана невменяемой, поэтому её поместили в специализированное медицинское учреждение до окончания расследования.
В декабре 2015 года Самсонову направили на принудительное психиатрическое лечение в специализированную психиатрическую больницу в Казани. По состоянию на февраль 2019 года она была жива.